# 航空機搭載爆弾
航空機搭載爆弾（こうくうきとうさいばくだん）は、通常、航空機から想定した軌道を描いて空中から投下されるよう設計された爆弾である。航空爆弾とも表記する。これらは多種多様、複雑な設計の爆弾を含み、遠隔操作や設定に従って自動誘導する誘導爆弾（スマート爆弾）、単に投下されるだけの無誘導爆弾（ダム・ボム）などがある。これらを用いた攻撃は、爆撃や空爆と呼ばれる。

## 歴史
1849年に、オーストリア帝国が無人気球に爆弾を搭載してベニスを攻撃したのが最初の航空機を用いた爆撃であるが、1911年11月1日にイタリア軍のジュリオ・ガヴォット中尉が、リビアのオスマン帝国軍へ手榴弾を投下したのが動力を持つ航空機によってなされた最初の爆撃である。
第2の爆撃は、メキシコ革命中のマサトランで起こった。ベヌスティアーノ・カランサ将軍は、マサトランを奪取することに気を取られ、複葉機に急ごしらえの爆弾を搭載し、都市のダウンタウンに隣接した丘を攻撃するよう命令したが、爆弾は都市の通りに着弾し、市民の命を奪った。
気球から爆弾を投下することは、1899年のハーグ平和会議によって非合法化されたが、イタリアは航空機におよばないと主張した（空襲も参照）。

## 爆撃機への搭載
爆撃機への搭載は、垂直に吊るす方法と水平に吊るす方法がある。落下は止めを外すだけであるが、飛行速度があることから、水平方向に連れ去られることになり、弾道はほぼ放物線をなす。